# Atletisme als Jocs Olímpics d'Estiu de 1924 - salt de llargada masculí
El salt de llargada masculí va ser una de les proves del programa d'atletisme disputades durant els Jocs Olímpics de París de 1924. La prova es va disputar el 8 de juliol de 1924 i hi van prendre part 34 atletes de 22 nacions diferents.

## Medallistes
| Or                   | Plata                | Bronze              |
| DeHart Hubbard (USA) | Edward Gourdin (USA) | Sverre Hansen (NOR) |

## Rècords
Aquests eren els rècords del món i olímpic que hi havia abans de la celebració dels Jocs Olímpics de 1924.
| Rècord del Món | 7m 765m | Robert LeGendre | París (FRA) | 7 juliol 1924 |
| Rècord Olímpic | 7m 765m | Robert LeGendre | París (FRA) | 7 juliol 1924 |

Robert LeGendre, que no participà en aquesta prova, establí un nou rècord del món durant la disputa de la competició del pentatló, el dia abans. Superà els rècord anteriors:
| Rècord del Món | 7m 69cm | Edward Gourdin   | Cambridge (GBR) | 23 juliol 1923 |
| Rècord Olímpic | 7m 60cm | Albert Gutterson | Estocolm (SWE)  | 12 juliol 1912 |

## Resultats

### Qualificació
Els millors sis saltadors, dels quatre grups en què s'havia dividit els participants, passen a la final. En aquesta ocasió foren set els saltadors que passaren a la final perquè dos empataren en la sisena posició. Es desconeix l'ordre i salts parcials que van fer.
Grup 1
| Posició | Atleta                        | Distància | Posició general | Qual. |
| ------- | ----------------------------- | --------- | --------------- | ----- |
| 1       | DeHart Hubbard (USA)          | 7.12      | 3               | Q     |
| 2       | Pauli Sandström (FIN)         | 6.83      | 10              |       |
| 3       | Richard Honner (AUS)          | 6.635     | 14              |       |
| 3       | Dalip Singh (IND)             | 6.635     | 14              |       |
| 5       | Alois Sobotka (TCH)           | 6.59      | 18              |       |
| 6       | Valter Ever (EST)             | 6.585     | 19              |       |
| 7       | Louis-Henri Albinet (FRA)     | 6.55      | 20              |       |
| 8       | Gaston Médécin (MON)          | 6.51      | 22              |       |
| 9       | Kiril Petrunov (BUL)          | 6.00      | 26              |       |
| 10      | Konstantinos Pantelidis (GRE) | 5.94      | 27              |       |
| 11      | Francisco Contreras (MEX)     | 5.735     | 28              |       |
| 12      | Stanisław Sośnicki (POL)      | 5.67      | 31              |       |

Grup 2
| Posició | Atleta                       | Distància | Posició general | Qual. |
| ------- | ---------------------------- | --------- | --------------- | ----- |
| 1       | Sverre Hansen (NOR)          | 7.26      | 1               | Q     |
| 2       | Vilho Tuulos (FIN)           | 7.07      | 4               | Q     |
| 3       | Christopher MacKintosh (GBR) | 6.88      | 6               | Q     |
| 4       | Albert Rose (USA)            | 6.855     | 9               |       |
| 5       | Paul Couillaud (FRA)         | 6.22      | 24              |       |
| 6       | Josef Macháň (TCH)           | 6.09      | 25              |       |
| 7       | Alberto Jurado (ECU)         | 5.68      | 29              |       |
| 8       | Alfonso Stoopen (MEX)        | 5.48      | 32              |       |

Grup 3
| Posició | Atleta               | Distància | Posició general | Qual. |
| ------- | -------------------- | --------- | --------------- | ----- |
| 1       | Louis Wilhelme (FRA) | 6.99      | 5               | Q     |
| 2       | Jaap Boot (NED)      | 6.86      | 8               |       |
| 3       | Mikio Oda (JPN)      | 6.83      | 10              |       |
| 4       | Erling Aastad (NOR)  | 6.72      | 13              |       |
| 5       | Adolf Meier (SUI)    | 6.61      | 17              |       |
| 6       | Väinö Rainio (FIN)   | 6.54      | 21              |       |
| 7       | Jos Hilger (LUX)     | 5.68      | 29              |       |
| –       | William Comins (USA) | SM        | -               |       |

Grup 4
| Posició | Atleta                 | Distància | Posició general | Qual. |
| ------- | ---------------------- | --------- | --------------- | ----- |
| 1       | Edward Gourdin (USA)   | 7.19      | 2               | Q     |
| 2       | Virgilio Tommasi (ITA) | 6.88      | 6               | Q     |
| 3       | Silvio Cator (HAI)     | 6.81      | 12              |       |
| 4       | Marcel Guillouet (FRA) | 6.62      | 16              |       |
| 5       | Paul Hammer (LUX)      | 6.24      | 23              |       |
| –       | Hannes de Boer (NED)   | SM        | -               |       |

### Final
La final es disputa el mateix dia.
| Posició | Atleta                       | Salt Qual. | Salt Final | Millor salt |
| ------- | ---------------------------- | ---------- | ---------- | ----------- |
| 1       | DeHart Hubbard (USA)         | 7.12       | 7.445      | 7.445       |
| 2       | Edward Gourdin (USA)         | 7.19       | 7.275      | 7.275       |
| 3       | Sverre Hansen (NOR)          | 7.26       |            | 7.26        |
| 4       | Vilho Tuulos (FIN)           | 7.07       |            | 7.07        |
| 5       | Louis Wilhelme (FRA)         | 6.99       |            | 6.99        |
| 6       | Christopher MacKintosh (GBR) | 6.88       | 6.92       | 6.92        |
| 7       | Virgilio Tommasi (ITA)       | 6.88       | 6.89       | 6.89        |